# میلوش چیرنیک
میلوش چیرنیک (انگلیسی: Miloš Čiernik؛ زادهٔ ۱۹ ژانویهٔ ۱۹۶۳) وزنه‌بردار اهل چکسلواکی بود.